# Kościół Niepokalanego Serca Najświętszej Maryi Panny w Robach
Kościół Niepokalanego Serca Najświętszej Maryi Panny w Robach – katolicki kościół filialny zlokalizowany we wsi Roby w gminie Trzebiatów, w powiecie gryfickim (województwo zachodniopomorskie). Należy do parafii Świętych Apostołów Piotra i Pawła w Mrzeżynie.

## Historia i architektura
Pochodzący z przełomu XIV i XV wieku kościół wzniesiony został z cegły, na kamiennej podmurówce. Sytuowany na planie prostokąta, posiada wyodrębnione, półkoliście zakończone prezbiterium. Nakryty jest dwuspadowym dachem z ocynkowanej blachy. W zachodniej części korpusu nawowego w XVII wieku nadbudowano kwadratową wieżę, zwieńczoną stożkowym hełmem pokrytym blachą i zakończonym kulą z krzyżem.
Wnętrze świątyni nakrywa drewniany, belkowany strop, ozdobiony malowanym ornamentem roślinnym. Nad wejściem znajduje się wsparta na dwóch drewnianych słupach empora muzyczna, której balustradę zdobią malowidła ze scenami z Pisma Świętego. W prezbiterium zachował się zabytkowy ołtarz zdobiony kolumnami i figurkami aniołków, z malowanymi na drewnie scenami nowotestamentowymi. Na lewo od ołtarza znajduje się historyczna drewniana ambona, rzeźbiona i pokryta polichromią. W zakończonych półkoliście oknach umieszczone są współczesne witraże z symbolami eucharystycznymi.
Po II wojnie światowej kościół został konsekrowany jako świątynia katolicka w dniu 22 sierpnia 1946 roku przez księdza Henryka Rudawskiego.

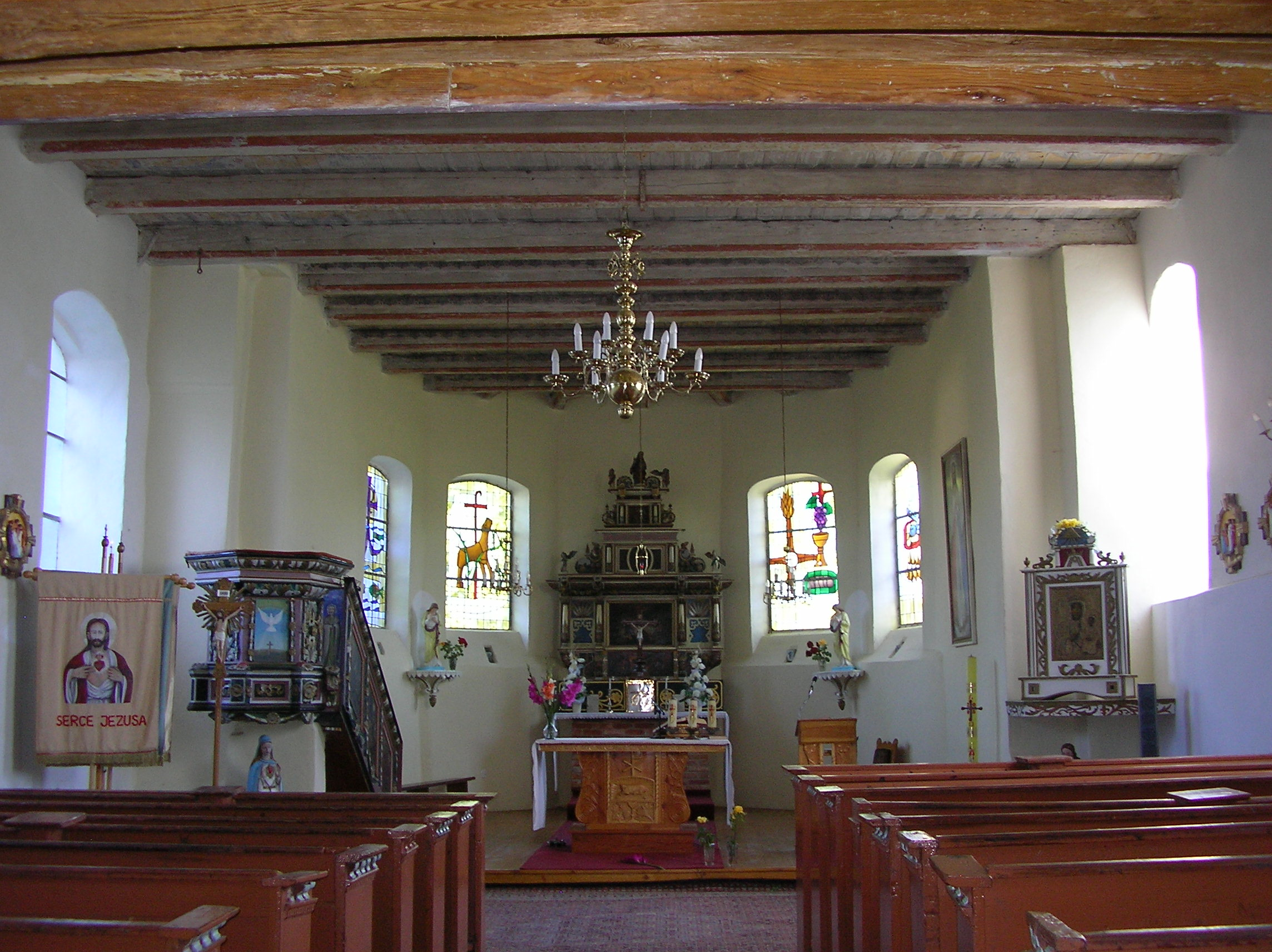
Widok ogólny wnętrza kościoła
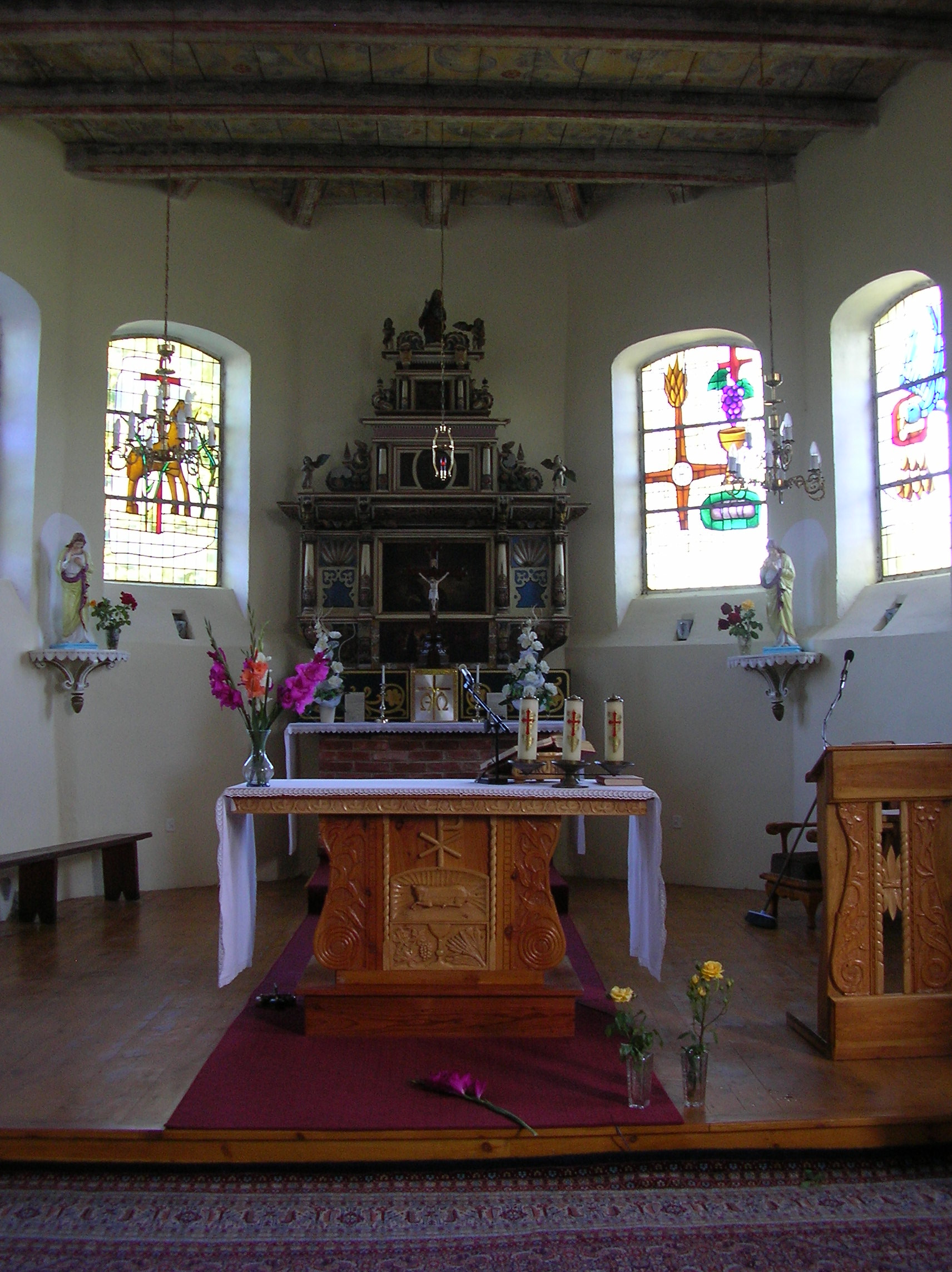
Zbliżenie na ołtarz
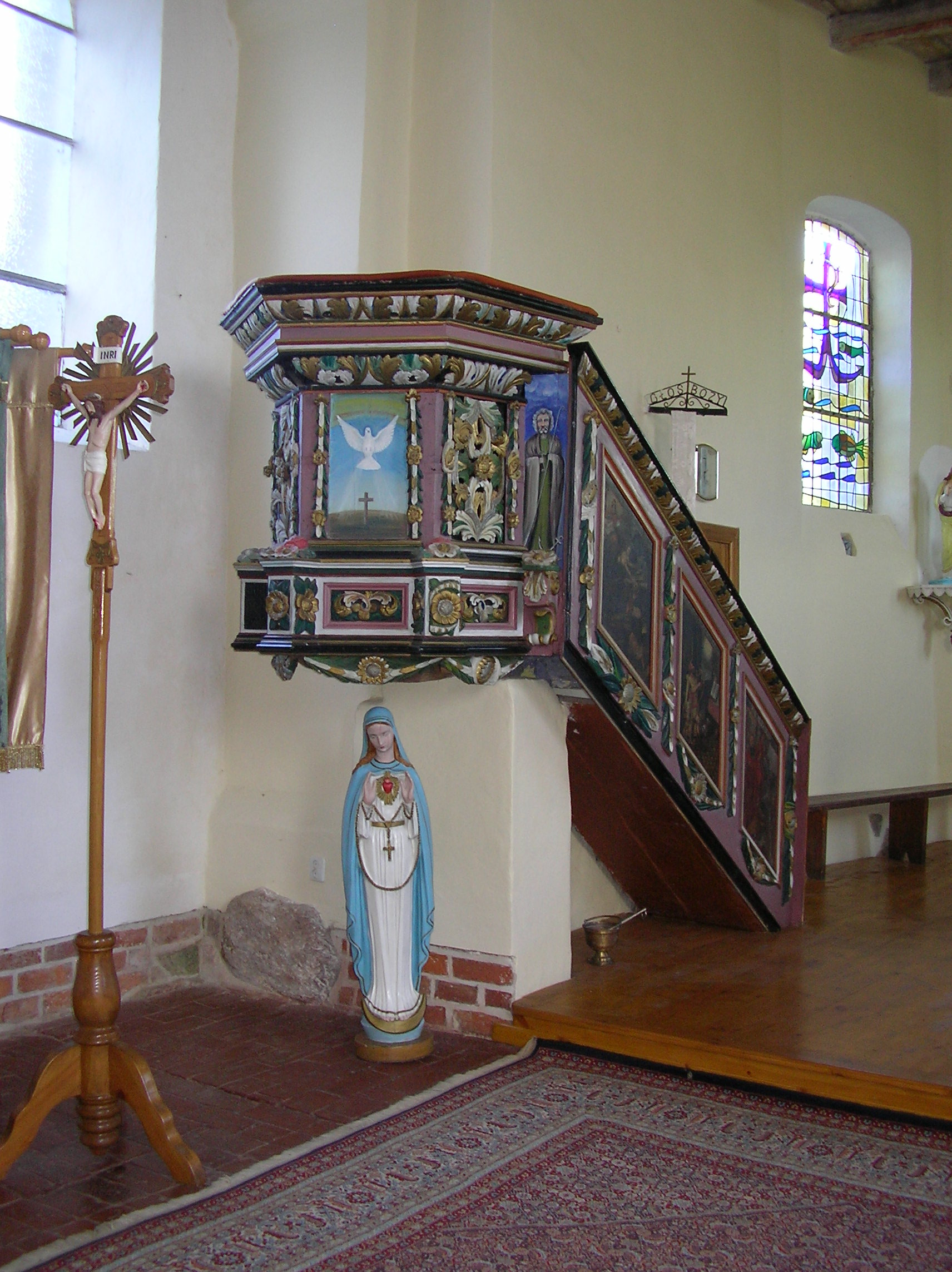
Ambona
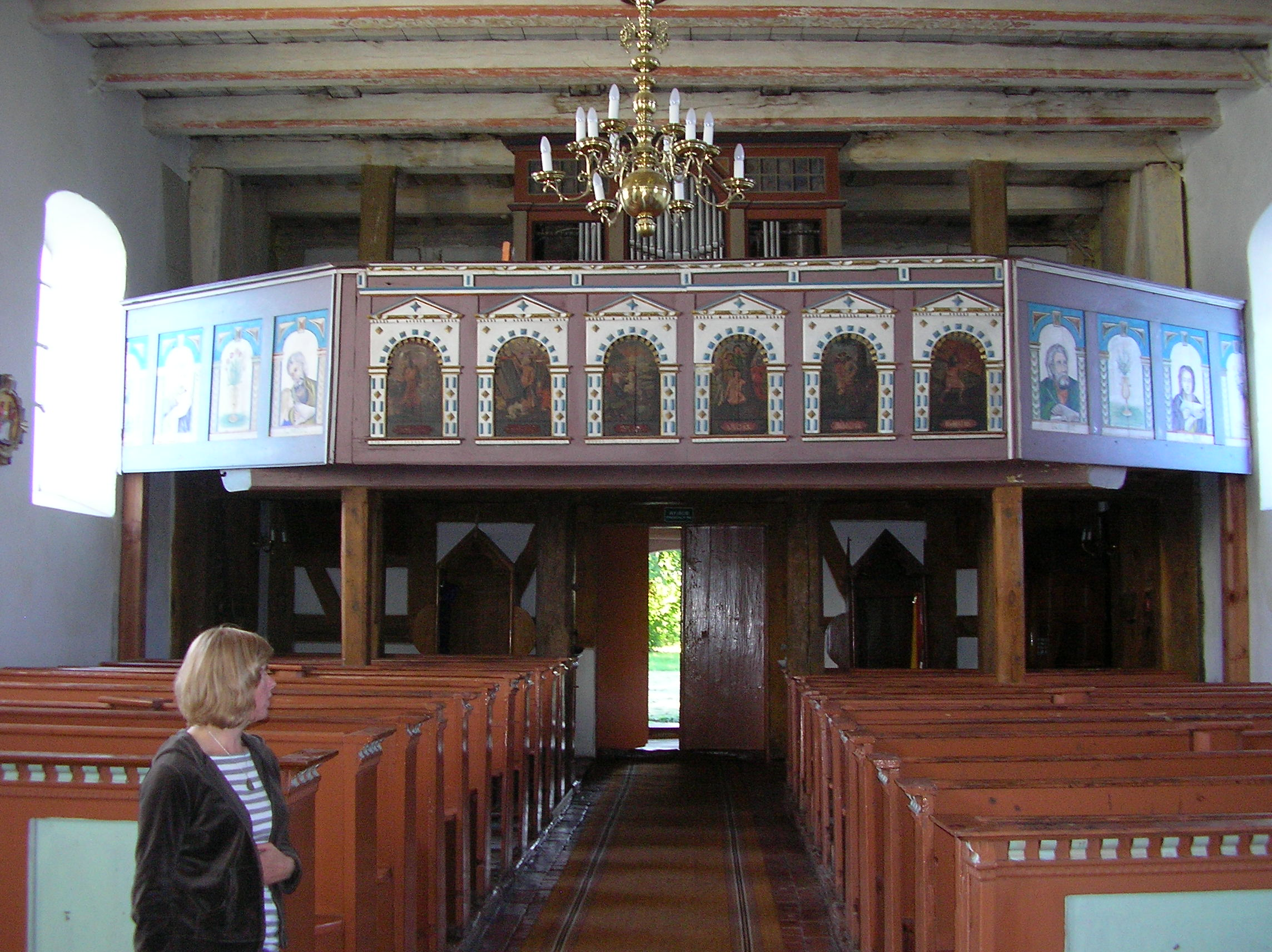
Empora